# Euchrysops theseus
Euchrysops theseus är en fjärilsart som beskrevs av Swinhoe 1885. Euchrysops theseus ingår i släktet Euchrysops och familjen juvelvingar. Inga underarter finns listade i Catalogue of Life.